# 巴德 (加利福尼亞州)
巴德（英語：Bard）是位於美國加利福尼亞州因皮里爾縣的一個非建制地區。該地的面積和人口皆未知。

## 地理
巴德的座標為32°47′21″N 114°33′22″W / 32.78917°N 114.55611°W，而該地的平均海拔高度為42米（即138英尺）。